# 총각 파티

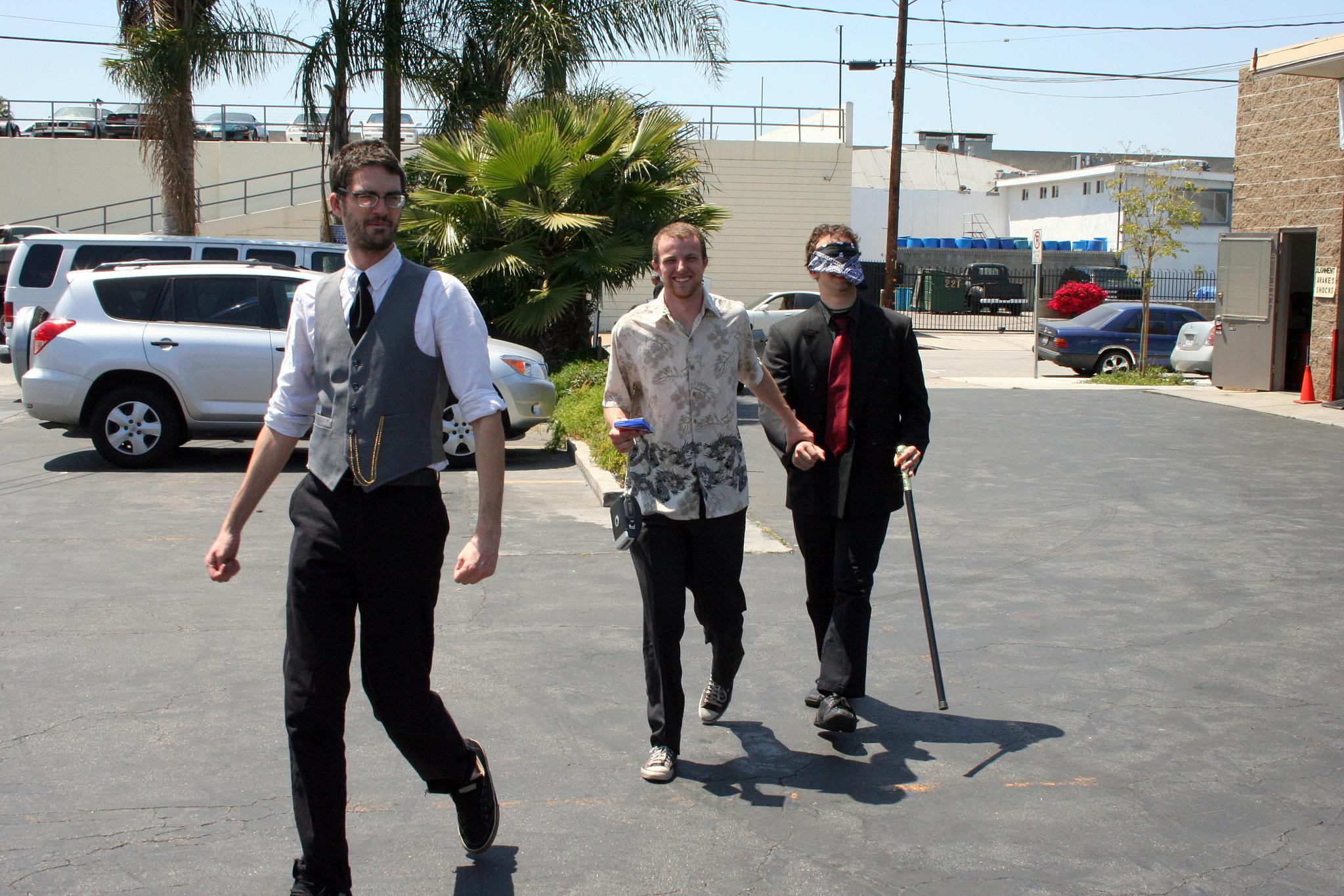
총각이 파티에 끌려가고 있다.

총각 파티(Bachelor party)는 결혼식 전날 신랑의 남성 친구들이 모여서 신랑과 파티하는 것을 말한다.

## 같이 보기
- 처녀 파티